# Pfarrkirche Mülln

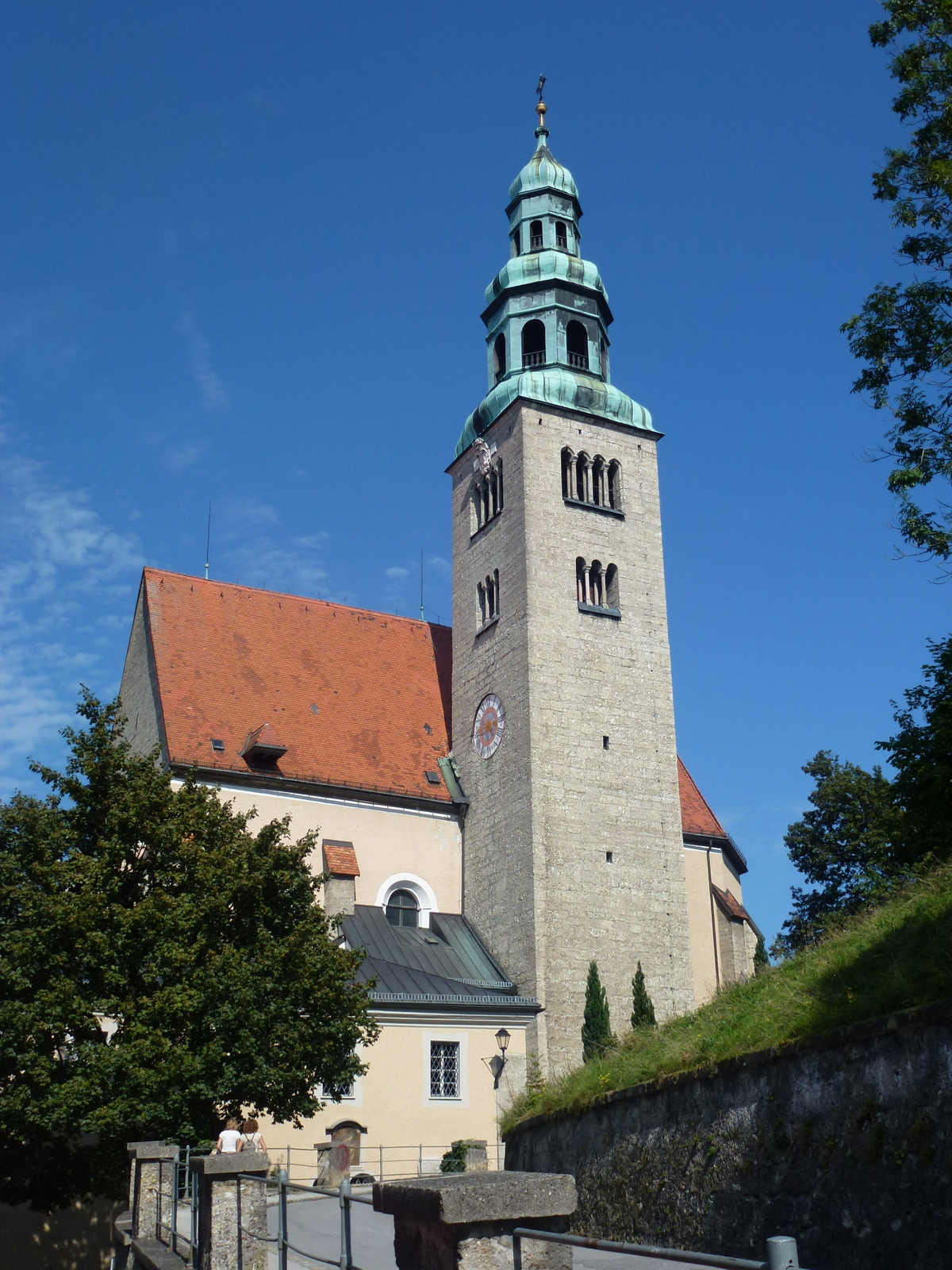
Pfarrkirche Mülln

Die Kirche U. L. Frau Himmelfahrt (15. August) (Pfarrkirche Mülln, auch Augustinerkirche oder Müllner Kirche) liegt erhöht am nördlichen Ausläufer des Mönchsberges in der alten Vorstadt Mülln der Stadt Salzburg. Sie ist die römisch-katholische Pfarrkirche der gleichnamigen Gemeinde im Stadtdekanat Salzburg des Erzbistums Salzburg und Maria geweiht.
Der unter dem Salzburger Fürsterzbischof Johann II. von Reisberg 1439 begonnene Neubau einer gotischen Saalkirche wurde 1453 geweiht und ist seit ca. 1460 Pfarrkirche. Im 18. Jh. wurde die Kirche barockisiert.
Die Kirche steht unter Denkmalschutz und gehört zum UNESCO-Welterbe Historisches Zentrum der Stadt Salzburg.

## Geschichte der Kirche
Eine erste Kapelle in Mülln wurde 1148 erstmals erwähnt. Erzbischof Gebhard hatte damals den baufällig gewordenen Altar der Marien-Kapelle erneuern lassen. An der Stelle könnte aber schon früher ein kleines Gotteshaus gestanden haben. Mülln wurde als sehr alte Salzburger Vorstadt bald als Vorbefestigung der Stadt militärisch gesichert und mit Mauern und starken Wehrtürmen versehen. Auch die Kirche, damals vermutlich an der Müllner Hauptstraße gelegen, wurde dabei mit einbezogen. Aus dieser Zeit ist ein romanisches Kruzifix erhalten.

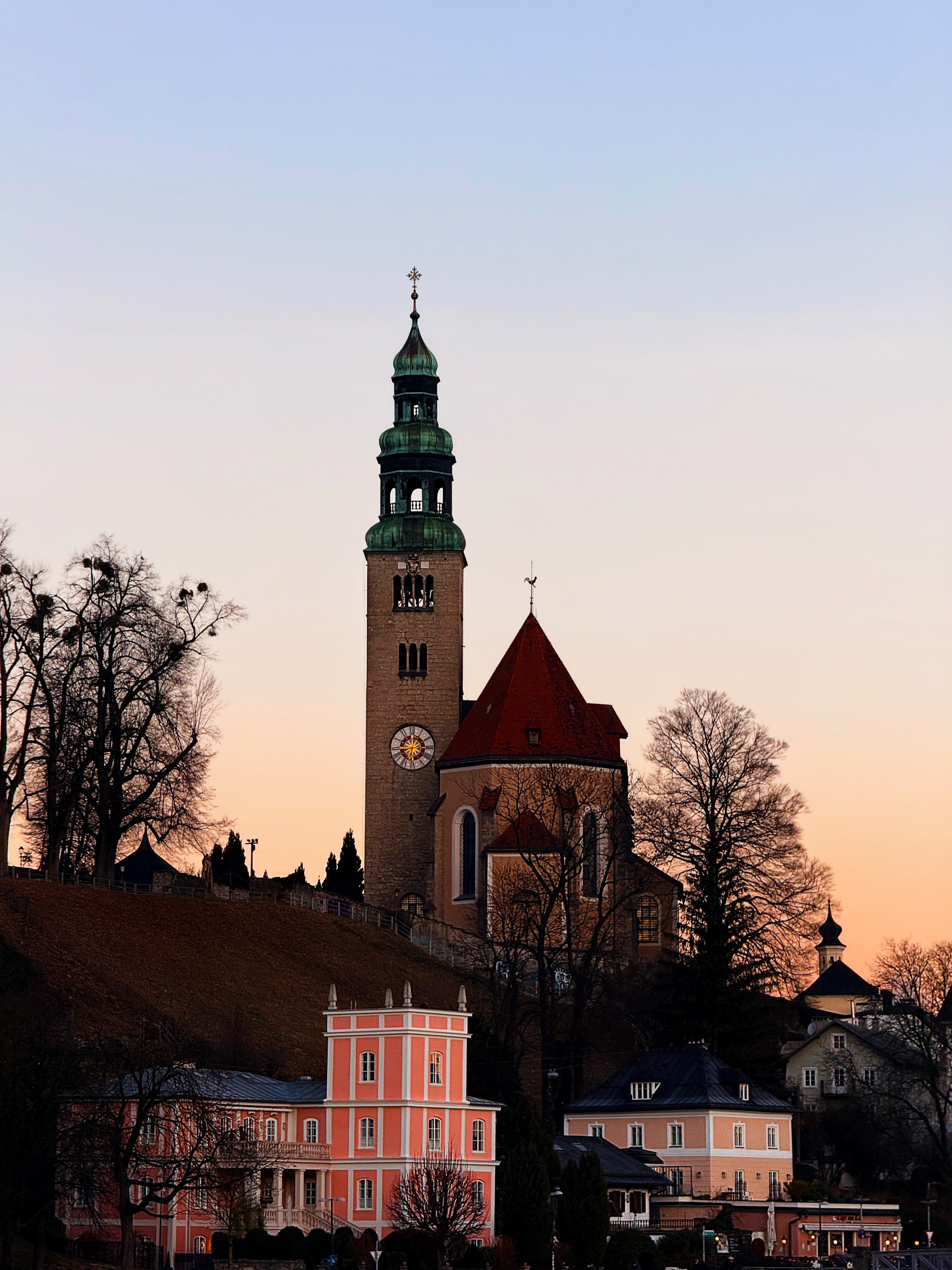
Pfarrkirche Müll während des Sonnenaufgangs

Erzbischof Johann II. von Reisberg begann für eine nun deutlich gewachsene Kirchengemeinde im Jahr 1439 mit dem Neubau der Kirche in Form einer gotischen Saalkirche, die in ihrer Grundsubstanz bis heute erhalten ist. Die beiden Baumeister der Kirche waren Ulrich Dankl und Heinrich Murauer. Diese Kirche wurde kurz nach 1460 Pfarrkirche, als Erzbischof Burkhard von Weißpriach Mülln und Maxglan von der Dompfarre trennte und zu eigenen Pfarren erhob. Die Pfarrseelsorge übertrug der Erzbischof einem von ihm gegründeten Kollegialstift, das aber zusammen mit der Kirche in den Folgejahren mangels finanzieller Möglichkeiten zunehmend verfiel. Erzbischof Wolf Dietrich von Raitenau erneuerte darauf die Kirche, baute sie um und übergab sie 1605 den aus München herbeigeholten Augustiner-Eremiten als neue Klosterkirche. Unter Max Gandolf von Kuenburg wurde die Kirche barockisiert. 1833 wurde die Kirche den Benediktinern zu Michaelbeuern übergeben, seit 1835 ist sie inkorporierte Pfarre der Benediktinerabtei Michaelbeuern. Zu dieser Pfarre gehörten einst die heutigen Pfarrsprengel Lehen, Taxham, Leopoldskron-Moos, St. Vital und St. Paul.

### Das Kollegialstift Mülln und das Augustinerkloster
Erzbischof Burghard gründete hier zur Betreuung der neugeschaffenen Pfarre das Kollegialstift der Augustiner, dessen Errichtung Papst Paul II. 1465 bestätigte. Das Klostergebäude neben der Kirche und baulich mit ihr verbunden besteht aus verschiedenen Bauten, die wesentlich im frühen 17. Jahrhundert ausgestaltet wurden, die teilweise aber im Kern aus dem 15. Jahrhundert stammen. Das Kloster bestand zuerst aus zehn Priestern (Weltpriester, Chorherren genannt) und einem Stiftsleiter (Dekan). Nach 1525 lebten hier aber nur mehr ein oder zwei Priester. Erzbischof Wolf Dietrich übergab das nun verwaiste Kloster 1605 den Augustiner-Eremiten, die von 1605 bis 1818 hier wirkten.
Die Augustiner gründeten 1621 ihre bis heute bestehende Brauerei zu Mülln. Seit 1890 ist das ehemalige Klostergebäude als Braugasthof genutzt. Diesbezügliche Saaleinbauten erfolgten 1907, 1913/14 und 1927. Die heutige Augustinerbrauerei mit dem angrenzenden Müllner Bräustübl gilt als Österreichs größte Biergaststätte.

## Kirchenbau

### Kirchenschiff und Kirchturm

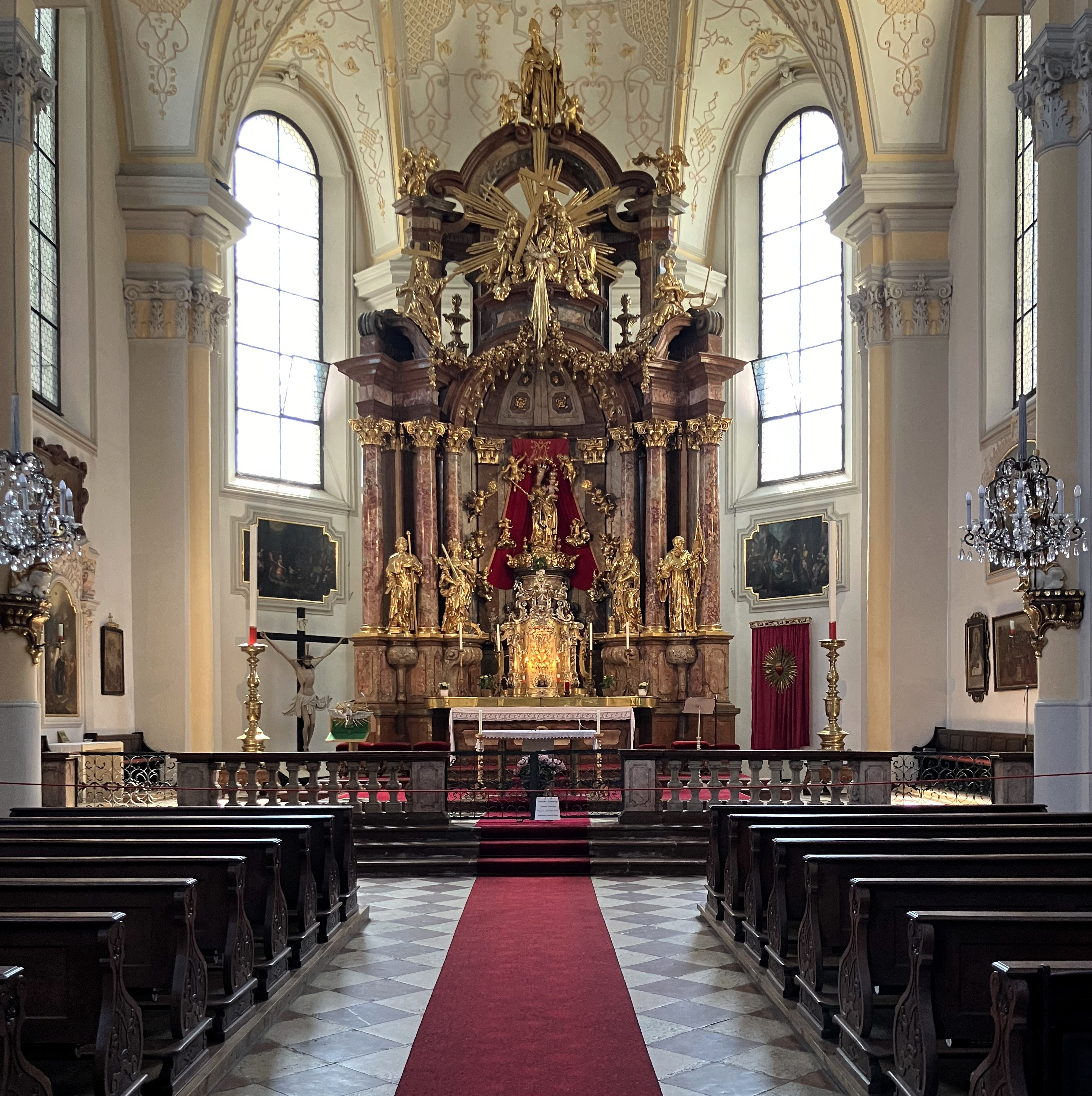
Ansicht vom Langhaus zum Altar

Der vierjochige Saalbau wurde 1735–38 barockisiert. Die gotischen Kreuzrippengewölbe über der eingezogenen Barockdecke sind dabei erhalten. Im Gewölbescheitel finden sich Felder mit Christusmonogramm, Marienmonogramm und Johannesmonogramm und eine Heilig-Geist-Taube. Die seitlichen Medaillons stellen die vier Kirchenväter und die Verkündigung der Maria dar. Die Kanzel besitzt reiches Schnitzwerk und wurde von Johann Georg Hitzl 1739 geschaffen. Die vier Leinwandbilder über den Eingängen zu den vier Kapellen stammen von Vinzenz Fischer. Sie zeigen die Vermählung, die Verkündigung, die Heimsuchung und die Himmelfahrt Marias.
Das Weihwasserbecken stammt aus dem 16. Jahrhundert. Die Sakristeitür zeigt in ihrer Bemalung Darstellungen zweier Augustinerheiligen. Der Wandstuck in der Sakristei mit einem Relief des heiligen Bernhard stammt vom bekannten Stuckateur Diego Francesco Carlone und ist 1709 angefertigt.
Der im Kern spätgotische (vielleicht aber auch deutlich ältere) Kirchturm besitzt heute drei- und vierteilige romanisierende Schallarkaden. Ost- und Westseite des Turmes zieren prunkvolle Wappen von Max Gandolf von Kuenburg, der 1674 damals den Turm umgestalten und mit einer barocken Doppellaterne versehen ließ.

### Barockaltar
Der Wiener Maler Vinzenz Fischer schuf 1758–1760 den Entwurf für den heutigen barocken Hochaltar. Die Figuren des Altares gestaltete dabei Lorenz Wieser. Die Darstellung der Heiligen Dreifaltigkeit und allegorische Figuren der Fides (Glauben) und der Spe (Hoffnung) bilden bekrönt von der Gestalt des heiligen Augustinus den oberen Abschluss des Altares, der flankiert wird durch je zwei Doppelsäulen. Von barocken Putten umgeben steht inmitten des Barockaltares das gotische Gnadenbild der Madonna. Die seitliche Staturen stellen folgende Heilige dar: Alexius, Katharina, Barbara und Wilhelm von Maleval.

### Gnadenbild
Seit 1453 steht das heutige spätgotische Gnadenbild Unsere Liebe Frau von Mülln auf dem Hochaltar der Müllner Kirche. Sie wurde vermutlich von Jakob Kaschauer gefertigt. Diese Schöne Madonna mit dem Jesuskind war im Spätmittelalter bis ins frühe 16. Jahrhundert der Mittelpunkt einer Wallfahrt. Inmitten des gotischen Schnitzaltares stand sie einst umgeben von der heiligen Barbara und einer heiligen Katharina.

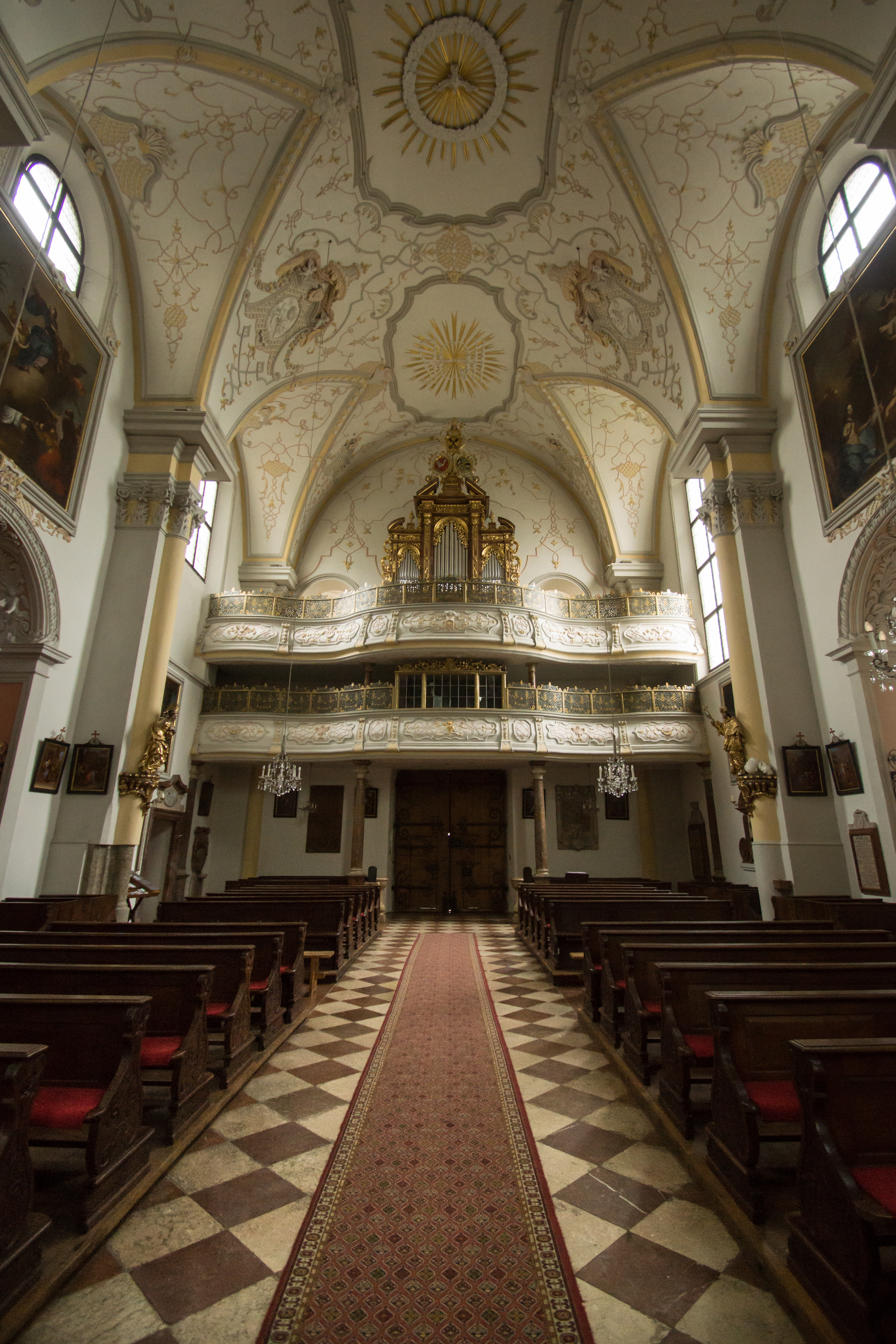
Leute- und Musik-Empore

Im Zuge der Übersiedelung aus dem einstigen geschnitzten gotischen Flügelaltar in den heutigen barocken Prunkaltar wurde die spätgotische Statue verändert. Die vormals schlicht farbige Fassung des Faltenkleides wurde massiv vergoldet, Maria und Jesuskind erhielten mächtige Goldkronen. Bis ins 19. Jahrhundert war die Figur zudem in schweres Prunkgewand gekleidet.

## Orgel
Die Orgel der Kirche, die schon Wolf Dietrich von Raitenau 1607 erneuern ließ und 1614 und 1675 repariert wurde, war allmählich nicht mehr funktionsfähig. Daher erhielt die Kirche 1679 ein neues Instrument, das der 1641 in Straubing geborene und in Mülln ansässige Orgelbauer Christoph Egedacher aufbaute. Das erhaltene prächtige barocke Gehäuse dieser Orgel ist oben mit den Wappen der Äbte von St. Peter Edmund Sinnhuber und Beda Seeauer geschmückt ist. Die Orgel wurde mehrfach umgebaut und schließlich 1870 durch einen Orgelneubau, mit 14 Registern, von Matthäus Mauracher ersetzt.
2003 baute die Fa. Kögler aus St. Florian bei Linz die jetzige Orgel mit 22 Registern, die vom klanglichen Aufbau her wieder einer Barock-Orgel ist und damit dem Stil des Gehäuses entspricht. Das Instrument ist mit einer Keilbalganlage mit Treteinrichtung ausgestattet sowie mit einem Tremulanten, der auf das ganze Werk wirkt.

| I Manualwerk C–f3 |       |
| Bordun            | 16′   |
| Principal         | 8′    |
| Philomela         | 8′    |
| Salicional        | 8′    |
| Oktav             | 4′    |
| Progressiva       | 2 ⁄3′ |
| Mixtur            | 1 ⁄3′ |

| II Manualwerk C–f3 |       |
| Geigenprincipal    | 8′    |
| Gedeckt            | 8′    |
| Flöte              | 4′    |
| Nachthorn          | 2′    |
| Nasard             | 2 ⁄3′ |
| Trompete           | 8′    |

| Pedalwerk C–d1 |     |
| Subbaß         | 16′ |
| Cello          | 8′  |
| Bassflöte      | 8′  |

### Disposition der Orgel von 2003 (Kögler)
| I Hauptwerk C,D–d3 |                  |        |
| 1.                 | Principal        | 8′     |
| 2.                 | Piffaro          | 8′     |
| 3.                 | Gedackt          | 8′     |
| 4.                 | Viola            | 8′     |
| 5.                 | Octave           | 4′     |
| 6.                 | Nasard           | 3′     |
| 7.                 | Octave           | 2′     |
| 8.                 | Terz             | 1 3⁄5′ |
| 9.                 | Mixtur major IV  |        |
| 10.                | Mixtur minor III |        |

| II Oberwerk C,D–d3 |               |    |
| 11.                | Coppel        | 8′ |
| 12.                | Quintadena    | 8′ |
| 13.                | Flöte         | 4′ |
| 14.                | Octave        | 2′ |
| 15.                | Flöte         | 2′ |
| 16.                | Cornettino II |    |
| 17.                | Cimbel II     |    |

| Pedalwerk C,D–d1 |           |     |
| 18.              | Subbass   | 16′ |
| 19.              | Octavbass | 8′  |
| 20.              | Octave    | 4′  |
| 21.              | Posaune   | 16′ |
| 22.              | Trompete  | 8′  |

- Koppeln: II/I, I/P, II/P

## Uhrwerk

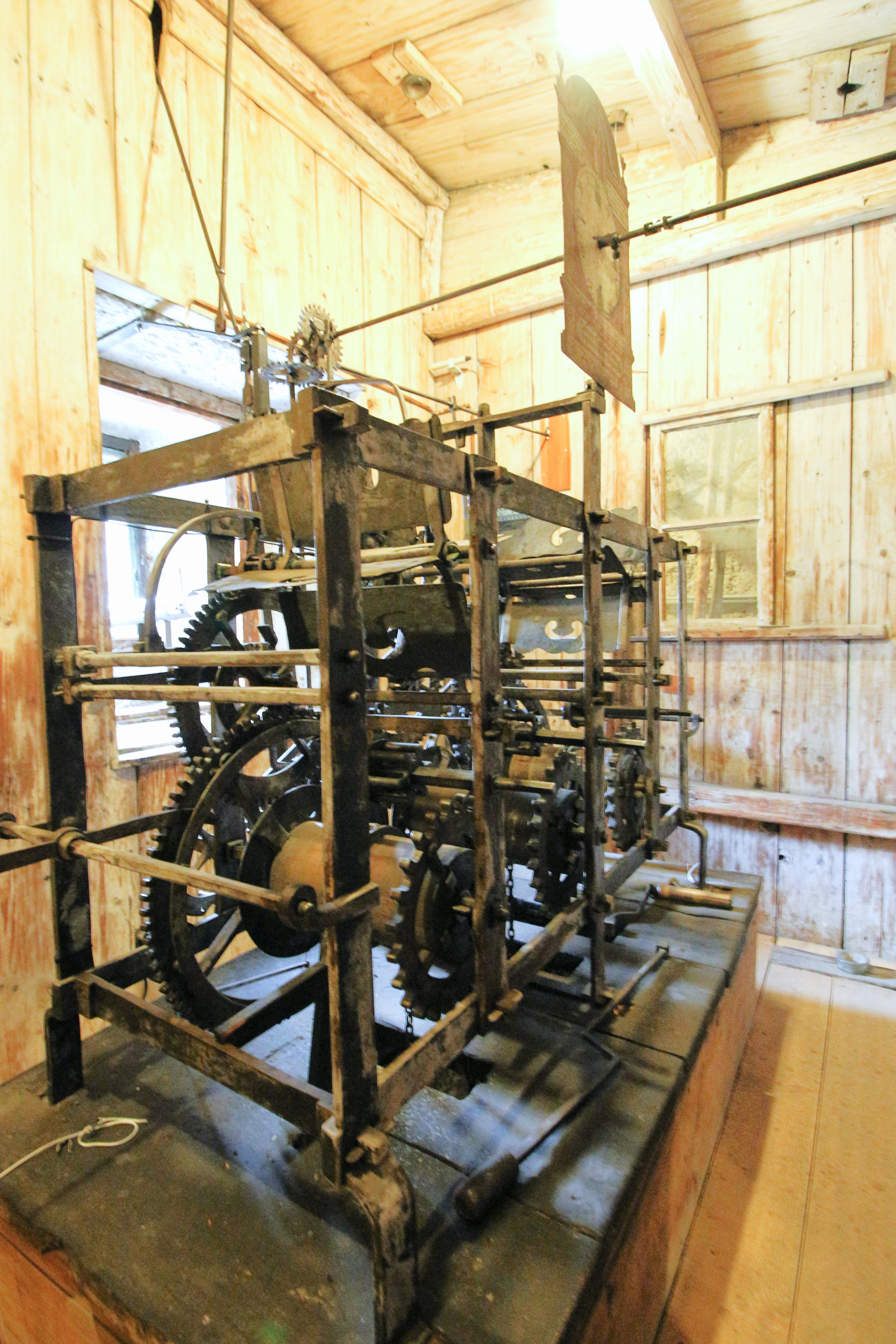
Das Uhrwerk im oberen Bereich des Turms

Das Uhrwerk stammt aus dem Jahr 1799 und wurde auf Veranlassung des damaligen Priors und Pfarrers Alypius Gartner eingebaut. Angefertigt wurde es von „Johannes Bentele Hof- und bürgl. Großuhrenmacher in Salzburg Nr. 16“. Das Werk treibt vier Ziffernblätter an: zwei auf dem Uhrturm, eines über dem Hochaltar und eines am ostseitigen Kirchendach.
Zum Aufziehen der Uhr war ein täglicher Gang in die Uhrstube auf dem Turm verbunden mit dreihundert Kurbelumdrehungen am Uhrwerk notwendig. In den 2010er Jahren wurde das Werk unter Wahrung der historischen Substanz von Michael Neureiter auf Elektrobetrieb umgestellt. Im Zuge dessen wurde auch ein Funk-Modul zur Abgleichung mit der Atomuhr in Mainflingen bei Frankfurt am Main eingebaut. Seither betreiben drei Motoren das Gehwerk sowie das Stunden- und das Viertelstunden-Schlagwerk.

## Seitenkapellen
Von 1605 bis 1610 ließ Erzbischof Wolf Dietrich drei Seitenkapellen sowie im Chorhaupt eine Sakristei errichten. Drei der (mit der Turmkapelle) vier Seitenkapellen wurden als Grablegen für seine Brüder errichtet, wovon keiner in Salzburg verstarb und daher auch nicht hier begraben wurden. Der Hochaltar wurde 1758/60 vom Steinmetzmeister Jakob Mösl nach Plänen von Vinzenz Fischer errichtet. 1766 wurde der Altar in der Turmkapelle von den Brüdern Johann Baptist und Wolfgang Hagenauer geschaffen. 1768 folgten die Altäre für die drei ursprünglich für Wolf Dietrichs Brüder vorgesehenen Kapellen, die ebenfalls von Jacob Mösl errichtet wurden.

### Die nordwestliche Kapelle
Sie wurde für Hans Ulrich (II.) von Raitenau (1567–1622), Deutschordenskomtur, errichtet. Er verstarb jedoch in Blumenthal bei Aichach (Bayern) und ist auch dort begraben. Das um 1610 gearbeitete Abschlussgitter zeigt das Wappen der Raitenauer mit dem Wappen des Deutschen Ordens, hier als rotes Kreuz auf weißem Grund. Die Stuckarbeiten wurden um 1690 geschaffen. Der Marmoraltar mit dem Altarblatt stammt von 1768. Das Altarblatt zeigt, wie Christus mit dem Kreuz dem Hl. Johannes a San Facundo OESA erscheint und diesen umarmt. In einem gläsernen Schrein befindet sich die Ganzkörperreliquie eines Hl. Maximus. An der Ostwand befindet sich ein Weihnachtsbild (Anfang 17. Jh.) nach Otto van Veen, auf dem der Tradition nach die Porträts von Wolf Dietrich und Salome Alt zu sehen sein sollen.

### Die nordöstliche Kapelle (Sakramentskapelle)
Diese Seitenkapelle wurde für Hans Werner (IV.) von Raitenau (1571–1647), Malteserkomtur, errichtet. Er verstarb jedoch in Orsingen (Baden-Württemberg) und ist dort, wie auch Wolf Dietrichs Mutter Helena von Raitenau, begraben. Am Gitter ist das Wappen der Raitenauer mit dem Wappen des Malteserordens, hier jedoch ein rotes Kreuz auf weißem Grund, angebracht. Die Stuckarbeiten und das Abschlussgitter wurden um 1610 geschaffen. Das Altarblatt wurde 1690 von Johann Michael Rottmayr geschaffen wurde. Es zeigt den heiligen Nikolaus von Tolentino in seiner Vision des Christuskindes. Der Altaraufbau wurde 1768 von Jacob Mösl errichtet. Der spätbarocke Tabernakel stammt von Johann Georg Hitzl.

### Die südöstliche Kapelle
Sie befindet sich im Erdgeschoß des alten Turms der Pfarrkirche (Turmkapelle). Sie sollte als Grablege für Salome Alt dienen. Der dortige Altar mit dessen seitlichen Statuen des heiligen Johannes des Evangelisten und des Propheten Jesaia wurde von Wolfgang Hagenauer und dessen Bruder Johann Baptist geschaffen. Das dortige Gnadenbild zeigt Maria vom Guten Rat von Genazzano. In der Kapelle befindet sich ein achteckiger Taufstein aus Adneter Marmor mit spätbarockem Deckel.

### Die südwestliche Kapelle
Für Hans Rudolf von Raitenau (1575–1633) und seine Ehefrau Maria Sydonia Freiin von Welsperg-Primör wurde diese Kapelle errichtet. Hans Rudolf verstarb in Gmünd (Kärnten) und ist dort begraben. Das Abschlussgitter zeigt links das Wappen von Hans Rudolf und rechts das Wappen der Familie Welsperg-Primör. Sie birgt Reliefs der vier Evangelisten und von Gottvater. Der Altar mit seinem Altarblatt der heiligen Maria, verehrt von den Heiligen Augustinus, Monika und Nikolaus von Toledo wurde 1768 geschaffen. Die seitlichen Statuen zeigen den Papst Gelasius (?) und Bischof Thomas von Villanova (?).

## Stiegenhaus

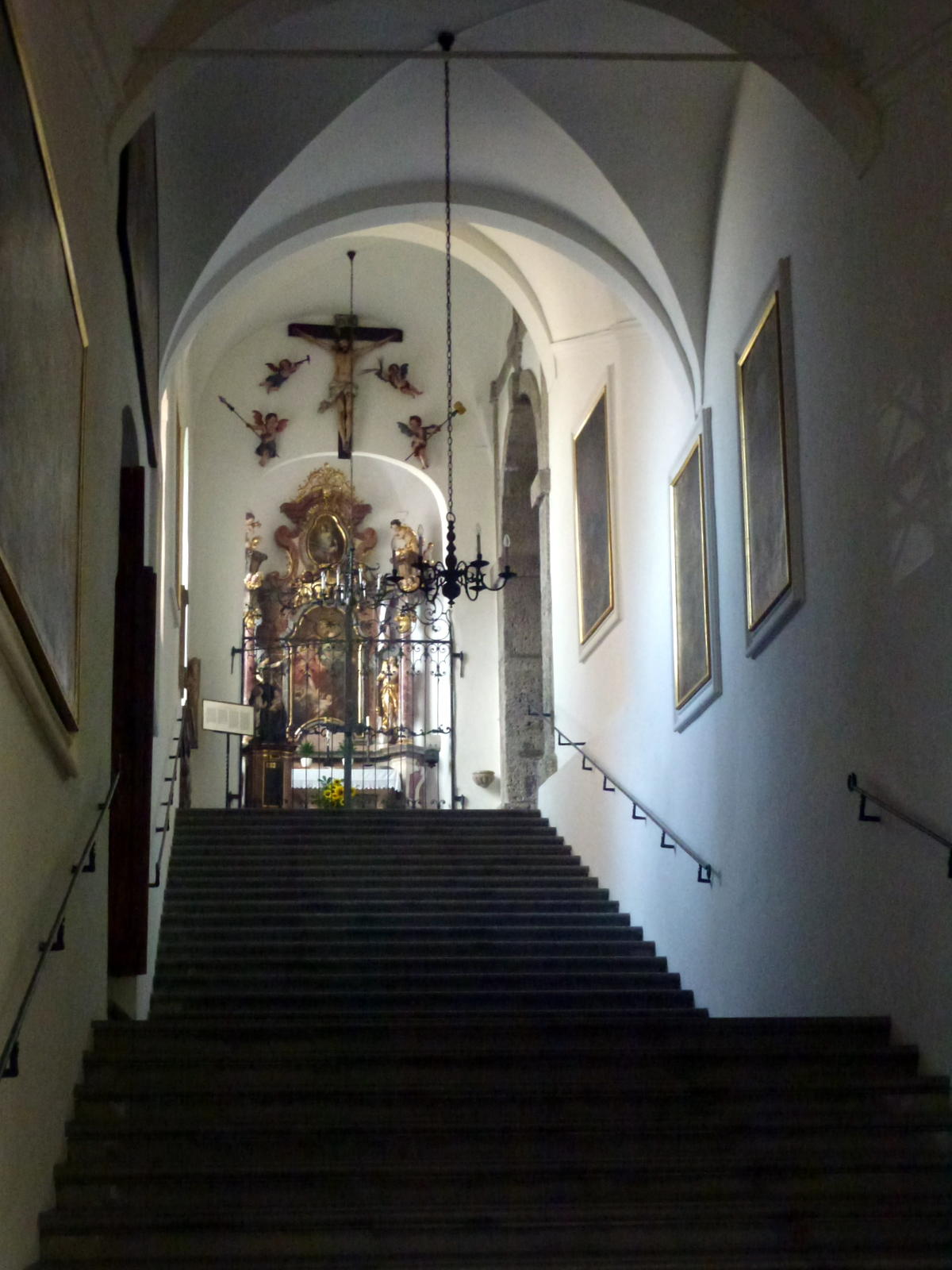
Ansicht des Stiegenhauses

1605 bis 1609 wurde der Westfassade das heutige Stiegenhaus vorgesetzt, das 1614 über einen Schwibbogen mit dem alten Klostergebäude verbunden wurde. Leinwandbilder, umrahmt von Kapellen, schmücken die Wände:
- Christus fällt unter dem Kreuz (um 1600 geschaffen)
- Martyrium der heiligen Ursula, vermutlich von Johannes Bocksberger
- Vision des heiligen Augustinus in der Wüste (Lunettenbild, Anfang 17. Jahrhundert geschaffen)
- Geißelung
- Martyrium des heiligen Sebastian
- Kreuzabnahme
- Pietà (um 1720)
- Kapelle bei ersten Absatz des Stiegenhauses mit Altar um 1660
- Dreifaltigkeitskapelle

## Schifferkreuz an der alten Sakristei
Zugänglich vom Friedhof aus sieht man an der Rückseite der alten Sakristei das sogenannte spätgotische Schifferkreuz; es hat eine Länge von ca. 2,2 m und eine Breite von 2 m, der Korpus ist auf Holzbalken unter einer Blechabdeckung situiert. Das sog. Schifferkreuz wurde 1590 erstmals erwähnt und war ursprünglich ein Weichbildkreuz beim Haus Gstättengasse Nr. 41, wo es die Stadtgrenze markierte. Seit 1730 ist es an der Müllner Kirche angebracht und das eigentliche Schifferkreuz wurde mit einem neuen barocken Korpus ausgestattet und an der Salzach situiert.
Franz Anton Danreiter zeigt 1735 in seiner Müllner Ansicht das Kreuz an der Ostaußenwand der Müllner Kirche. Vermutlich wurde das hiesige Kreuz als Presbyteriumskreuz der ehemals gotischen Ausstattung der Kirche verwendet und 1730 an die Außenwand der Sakristei übersiedelt. Das Kreuz wurde in rezenter Zeit restauriert.

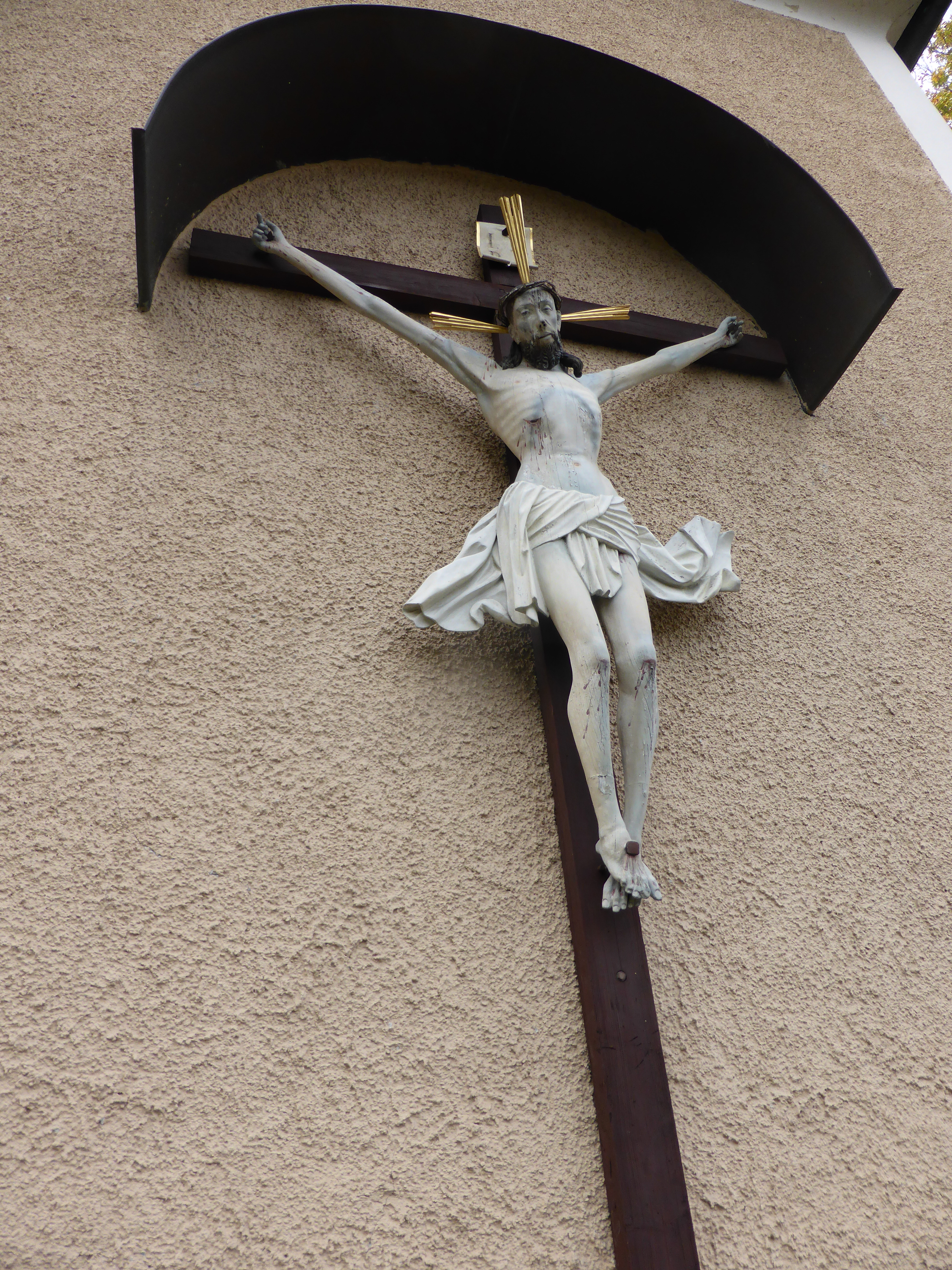
Sogenanntes Schifferkreuz an der alten Sakristei in Mülln

## Friedhof und die Friedhofskapelle (Kreuzkapelle)
Die Friedhofskapelle liegt gut sichtbar erhöht über der Müllner Hauptstraße und etwas unterhalb der Pfarrkirche. Diese Kapelle wurde 1665 erbaut und 1709 im barocken Stil erneuert. Sie besitzt an der Westfassade ein vorgestelltes Türmchen, das eine Zwiebelhaube trägt und ein Bassgeigenfenster besitzt. Der Deckenschmuck der Kapelle stammt von Josef Schmidt, der barocke Altar von Johann Michael Greiter. Auf den Deckengemälden werden Gebet, Almosen, Gemeinschaft und Opferhingabe dargestellt. Die Kapelle diente auch als Aufbahrungskapelle und hat etwa 40 Sitzplätze. Die Kirche wurde in jüngerer Zeit restauriert und 2007 wieder eingeweiht. Bei den Restaurierungsarbeiten wurde auch ein Karner freigelegt. Die Kapelle wird heute wieder als Aussegnungshalle für Urnen verwendet; vor der Kapelle ist ein „Bio-Urnenfriedhof“, auf dem die Asche Verstorbener ausgestreut werden kann.
Der Friedhof wurde 1453 angelegt und ist seit 1879, der Gründung des Salzburger Kommunalfriedhofes, aufgelassen. Er zieht sich rings um die Kirche. Er ist seit 2018 wieder frei begehbar. Hier liegen unter anderem begraben:
- Franz Anton Alexander von Braune, ein berühmter Salzburger Botaniker
- Heinrich Esser, Hofopernkapellmeister und Komponist

Zum Friedhof von Mülln gehört auch das vom Friedhofsareal aus zugängliche Mönchs-Columbarium unter der Kirche, wo 60 Grabnischen beiderseits eines alten Gewölbes angeordnet sind und unter einer Bodenplatte der Weg zu einem weiteren Sammelgewölbe führt. 1946 wurde hier letztmals ein Müllner Benediktiner begraben. 2010 wurde das Columbarium neu gesegnet und seitdem wieder vom ehemaligen Friedhof aus begehbar.

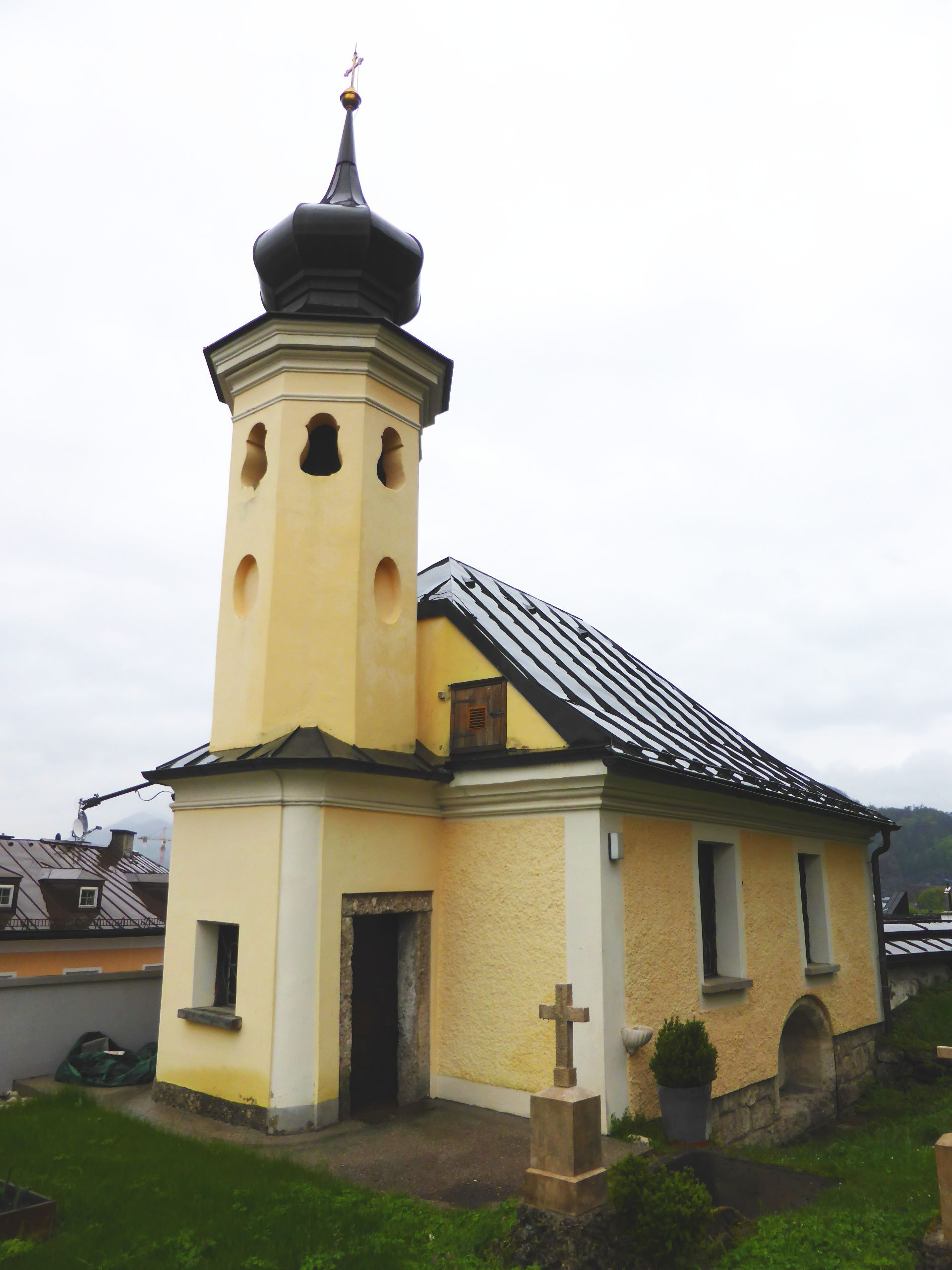
Kreuzkapelle Mülln
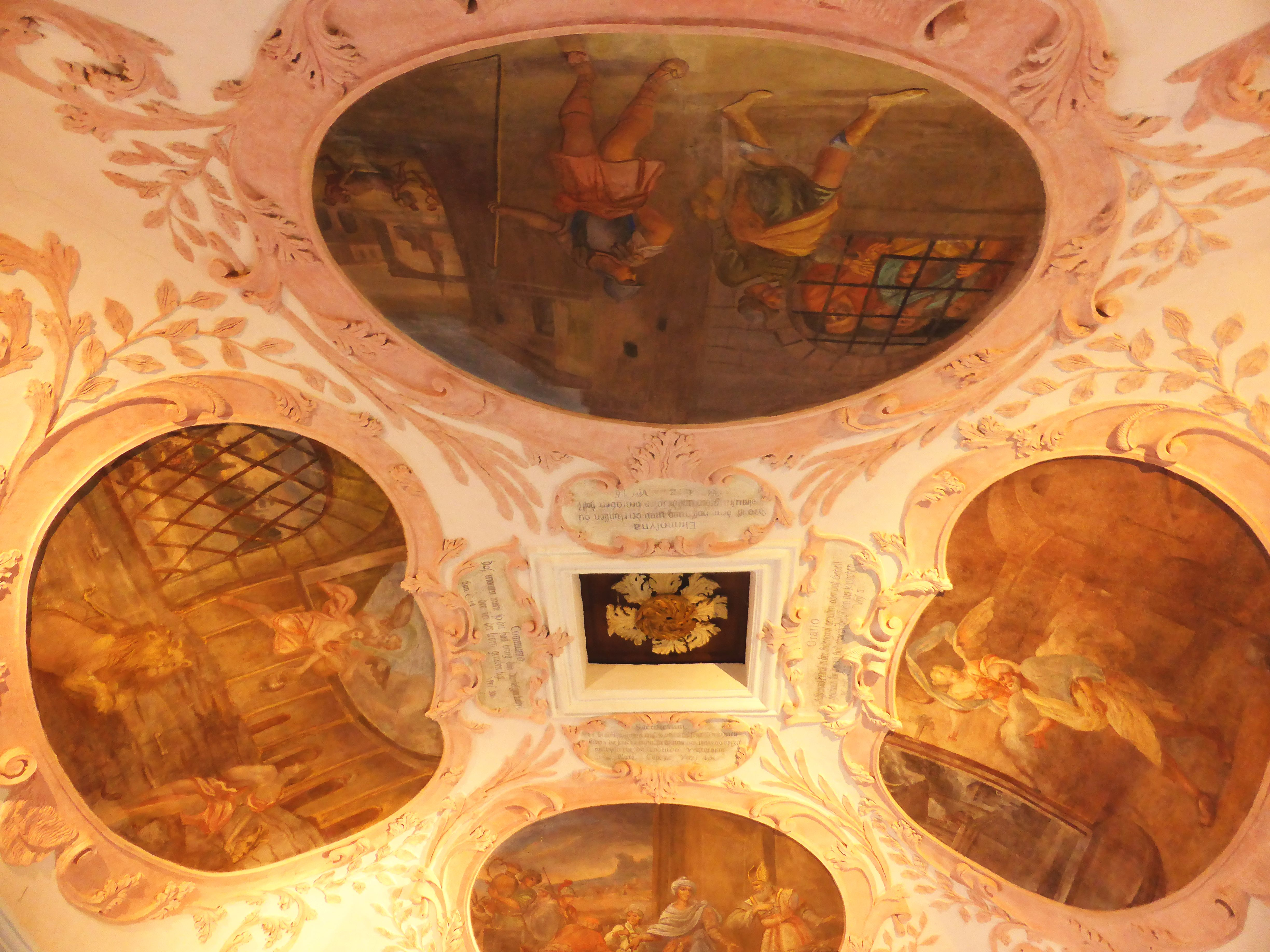
Deckengemälde der Kreuzkapelle Müll
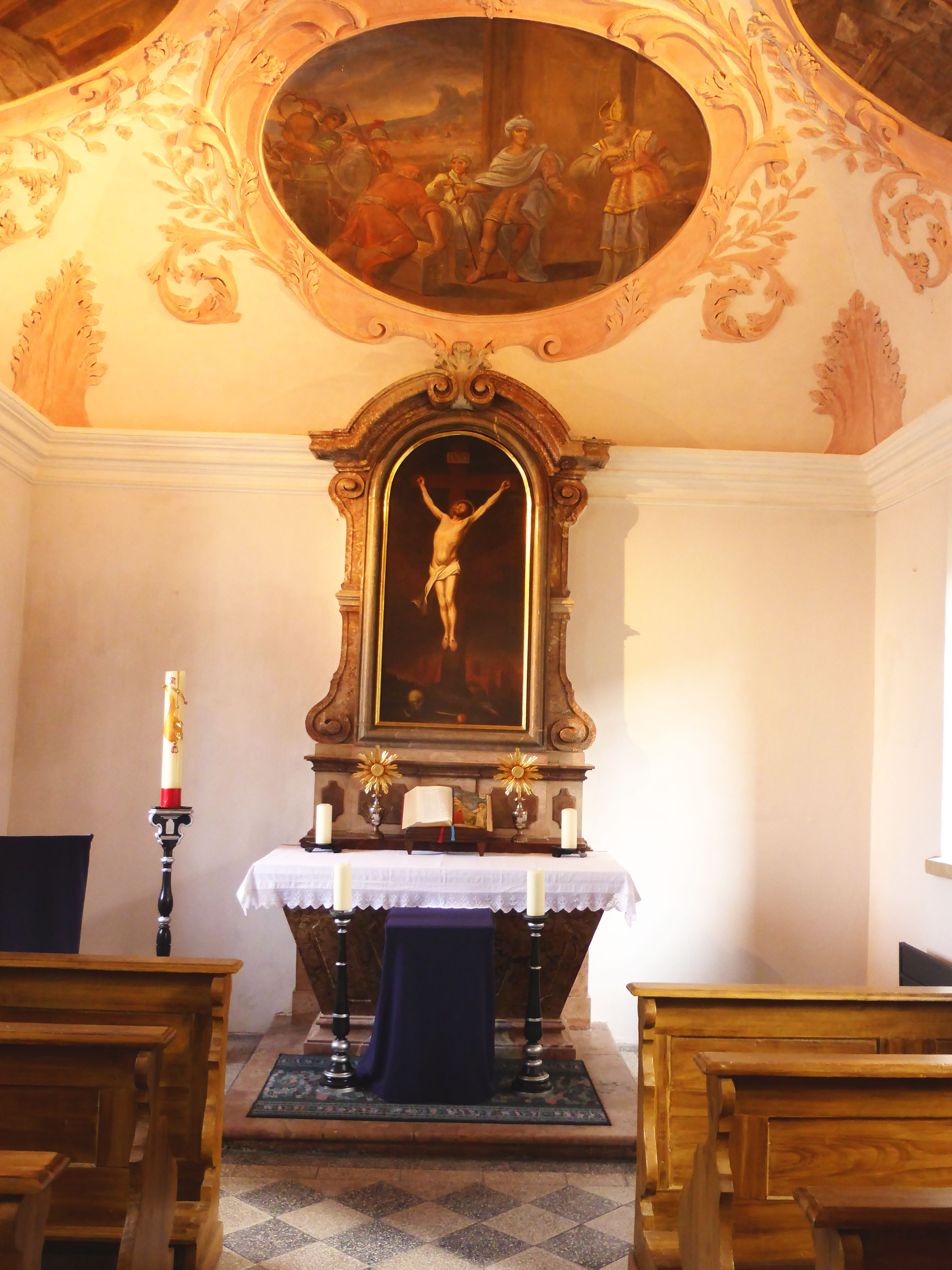
Altar der Kreuzkapelle Mülln